# Илатовская
См. также: Илатовская, Тамара Александровна
Илатовская — деревня в Великоустюгском районе Вологодской области.
Входит в состав Ломоватского сельского поселения, с точки зрения административно-территориального деления — в Ломоватский сельсовет.
Расстояние по автодороге до районного центра Великого Устюга — 139 км, до центра муниципального образования Ломоватки — 29 км. Ближайший населённый пункт — Пихтово.
По переписи 2002 года население — 55 человек (24 мужчины, 31 женщина). Преобладающая национальность — русские (98 %).